# Gerson von Bleichröder
Gerson Bleichröder (Berlín, 22 de desembre de 1822 - 18 de febrer de 1893) va ser un banquer alemany de la Bankhaus Bleichröder, entitat fundada el 1803 per Samuel Bleichröder, el seu pare.
La seva entitat bancària mantindria una estreta relació amb la família Rothschild, de manera que la Bankhaus Bleichröder arribaria a actuar com una filial a Berlín de la banca de Rothschild.
Tindria molta importància en les diferents transaccions financeres d'Otto von Bismarck, així com un gran pes en els diferents préstecs i crèdits de Prússia i de l'Imperi Alemany. Entaularia amistat amb Bismarck, fins al punt que el va fer renunciar al seu projecte colonial, en favor de l'Estat Lliure del Congo de Leopold II de Bèlgica.
Després de la Guerra francoprussiana de 1870, concretament el 1872, Bismarck concediria a la família Bleichröder un títol nobiliari. Gerson von Bleichröder seria així el primer noble jueu de Prússia.
L'historiador estatunidenc, Fritz Stern va escriure una doble biografia sobre Bismarck i Bleichröder titulada "Ferro i or: Bismarck, Bleichröder i la construcció de l'Imperi Alemany".